# Ferdinand Bougère
Pour les articles homonymes, voir Bougère.
Fernand Bougère est un homme politique français né le 26 juillet 1868 à Angers où il est décédé le 25 octobre 1933.

## Biographie
Fils du banquier Laurent Bougère, il commence sa carrière dans la banque paternelle après avoir fait ses études à la faculté de droit de l'Université catholique de l'Ouest. En parallèle, il gère des œuvres de bienfaisance. Il prendra la direction de l'entreprise familiale à la mort de son frère aîné, Laurent Bougère, en 1918. 
Il est élu député de Maine-et-Loire aux élections législatives de 1898, face au républicain Béclard et en remplacement du légitimiste Théobald de Soland qui renonçait à se représenter. D'opinions conservatrices, il concentre son travail parlementaire sur la législation des accidents du travail (loi de 1899) et des boissons (loi de 1900).
Il est réélu aux élections de 1902 avec une majorité écrasante (12 469 voix contre 142). Il siège cette fois dans le Groupe de la Défense nationale, un groupe parlementaire nationaliste et antidreyfusard. Lors de cette législature, il participe en 1905 à un nouveau débat sur les alcools et en 1906 au débat sur les retraites ouvrières, loi pour laquelle il s'abstiendra de voter.
Il est à nouveau réélu largement aux élections de 1906 (12 750 voix contre 137) et s'inscrit dans le groupe des catholiques ralliés de l'Action libérale. Peu après, il s'oppose lors du vote parlementaire à la réintégration du capitaine Alfred Dreyfus et du commandant Marie-Georges Picquart dans l'armée. Il travaille dans la commission de l'enseignement, où il combat l'établissement d'une école laïque dans chaque commune, et dans la commission des postes où il est un précurseur du timbre à deux sous.
Il obtient sa réélection aux élections de 1910. Durant ce mandat, il s'implique vigoureusement dans le vote de la Loi des Trois ans qui vise à allonger le service militaire pour faire face aux tensions grandissantes avec l'Allemagne. Au sein de la commission des travaux publics, il propose la réalisation de monographies des rivières du bassin de la Loire afin d'aider à la lutte contre les inondations et s'oppose aux projets de travaux sur le cours inférieur de la Loire.
Il est à nouveau réélu aux élections de 1914. Il s'implique dans les discussions des lois sur :
- l'impôt sur le revenu en 1914 ;
- l'impôt sur les bénéfices de guerre en 1916 ;
- la taxation des marchandises en 1916 ;
- les conditions d'applications du Traité de Versailles en 1919.

Les élections de 1919 se faisant au scrutin de liste du 16 novembre 1919, il s'inscrit sur la liste d'Union nationale et est réélu. Il fait partie des Indépendants de droite, un groupe parlementaire dominé par les sympathisants de l'Action française. Membre de la commission des travaux publics, il discute en 1920 le projet de contribution extraordinaire sur les bénéfices de guerre ainsi que de la création de nouvelles ressources fiscales, et en 1921 la création d'une taxe sur le chiffre d'affaires. Durant ces discussion, il prend la défense des agriculteurs dont il entend préserver les bénéfices.
Aux élections de 1924, il se présente sur la même liste et obtient sa réélection. Lors du débat sur le relèvement de l'indemnité parlementaire en 1926, il demande que l'avis des conseils généraux soit pris en compte.
Aux élections de 1928, il est pour la première fois de sa vie politique mis en ballotage, mais il parvient tout de même à être réélu. Durant cette législature, il milite pour l'électrification des campagnes et défend l'idée selon laquelle l'enseignement secondaire doit être gratuit quels que soient les revenus de la famille.
En mars 1932, il succède à Dominique Delahaye, décédé la même année, comme sénateur de Maine-et-Loire. Il est réélu en octobre 1932 et intègre les commissions de l'administration générale et du commerce et de l'industrie.
Il décède en octobre 1933, après seulement 18 mois de son mandat de sénateur. Le Président du Sénat Jules Jeanneney prononce son éloge funèbre où il souligne la fougue de Ferdinand Bougère dans sa défense de ses convictions politiques, de sa foi religieuse et des causes de son Anjou natal. Il conclut par les mots suivants : « Plus que les grâces de la Renaissance, Ferdinand Bougère incarna le tempérament valeureux des féodaux de son pays ».

## Ouvrages
- Bouilleurs de cru, 1910